# Canesano
Canesano è una frazione del comune di Calestano, in provincia di Parma.
La località dista 3,18 km dal capoluogo.

## Geografia fisica
La località sorge alla quota di 795 m s.l.m., alle pendici del monte Montagnana, su un altopiano che si protende dal versante destro della stretta valle del rio Spingone, affluente destro del torrente Baganza; poco più a valle si trova il piccolo borgo di Alpicella.

## Storia
La zona di Canesano risultava abitata già in epoca preistorica, come testimoniato dal rinvenimento di alcuni resti.
In epoca medievale a presidio della vallata del rio Spingone fu edificato ad Alpicella un castello, appartenente nel 1247 a Giacomo Rossi di Berceto; in quell'anno il maniero respinse gli attacchi delle truppe dell'imperatore del Sacro Romano Impero Federico II di Svevia.
Nel 1249 il Comune di Parma donò al conte Alberto Fieschi il feudo di Calestano, comprendente anche i castelli di Marzolara, Alpicella e Vigolone. Nel 1275 il cardinale Ottobono Fieschi, futuro papa Adriano V, nominò suo erede di tali terre il fratello Percivalle; alla morte di quest'ultimo nel 1290 subentrarono i nipoti Luca, Carlo e Ottobono del ramo di Torriglia, che nel 1313 ne furono investiti dall'imperatore del Sacro Romano Impero Enrico VII di Lussemburgo.
Nel 1650 Carlo Leone e Claudio Fieschi alienarono i feudi di Calestano, Marzolara, Vigolone e Alpicella con tutte le pertinenze al conte Camillo Tarasconi; i suoi eredi ne mantennero i diritti fino alla loro abolizione decretata da Napoleone nel 1805.
L'anno seguente Canesano divenne frazione del nuovo comune (o mairie) di Calestano.
A causa della sua posizione decentrata rispetto alla strada provinciale tracciata a fondovalle, il borgo subì nel XX secolo un lento spopolamento.

## Monumenti e luoghi d'interesse

### Chiesa dell'Annunciazione di Maria Vergine

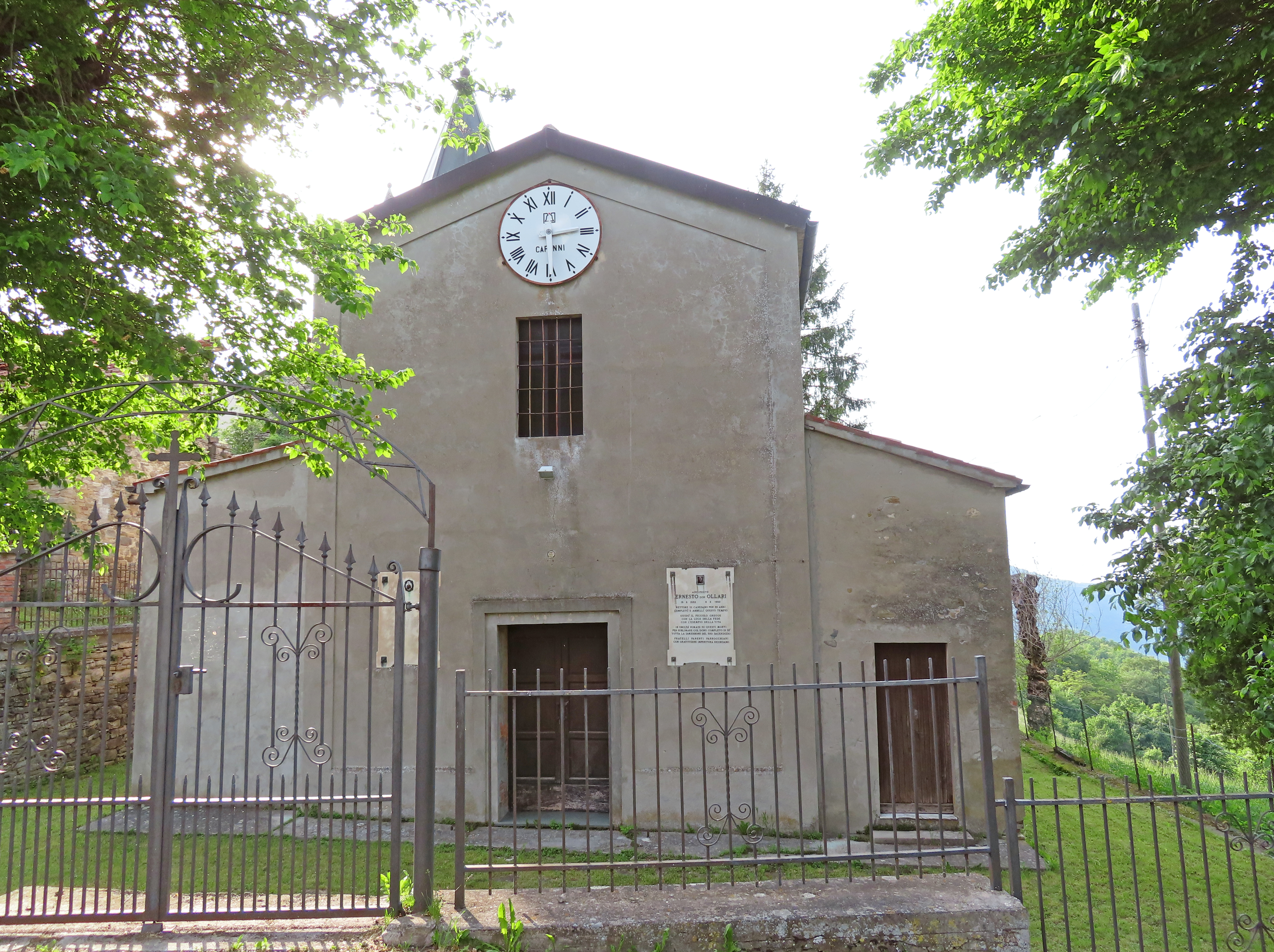
Chiesa dell'Annunciazione di Maria Vergine

Menzionata per la prima volta nel 1493, la cappella romanica, danneggiata da una frana nella seconda metà del XIX secolo, nel 1888 fu abbattuta e ricostruita in stile neoclassico in posizione più sicura; dotata nel 1925 di un nuovo campanile, la chiesa fu modificata nel 1952 con l'aggiunta delle due cappelle laterali e decorata internamente. La chiesa, ornata con lesene e affreschi, conserva un pregevole fonte battesimale quattrocentesco in pietra.

### Antico campanile

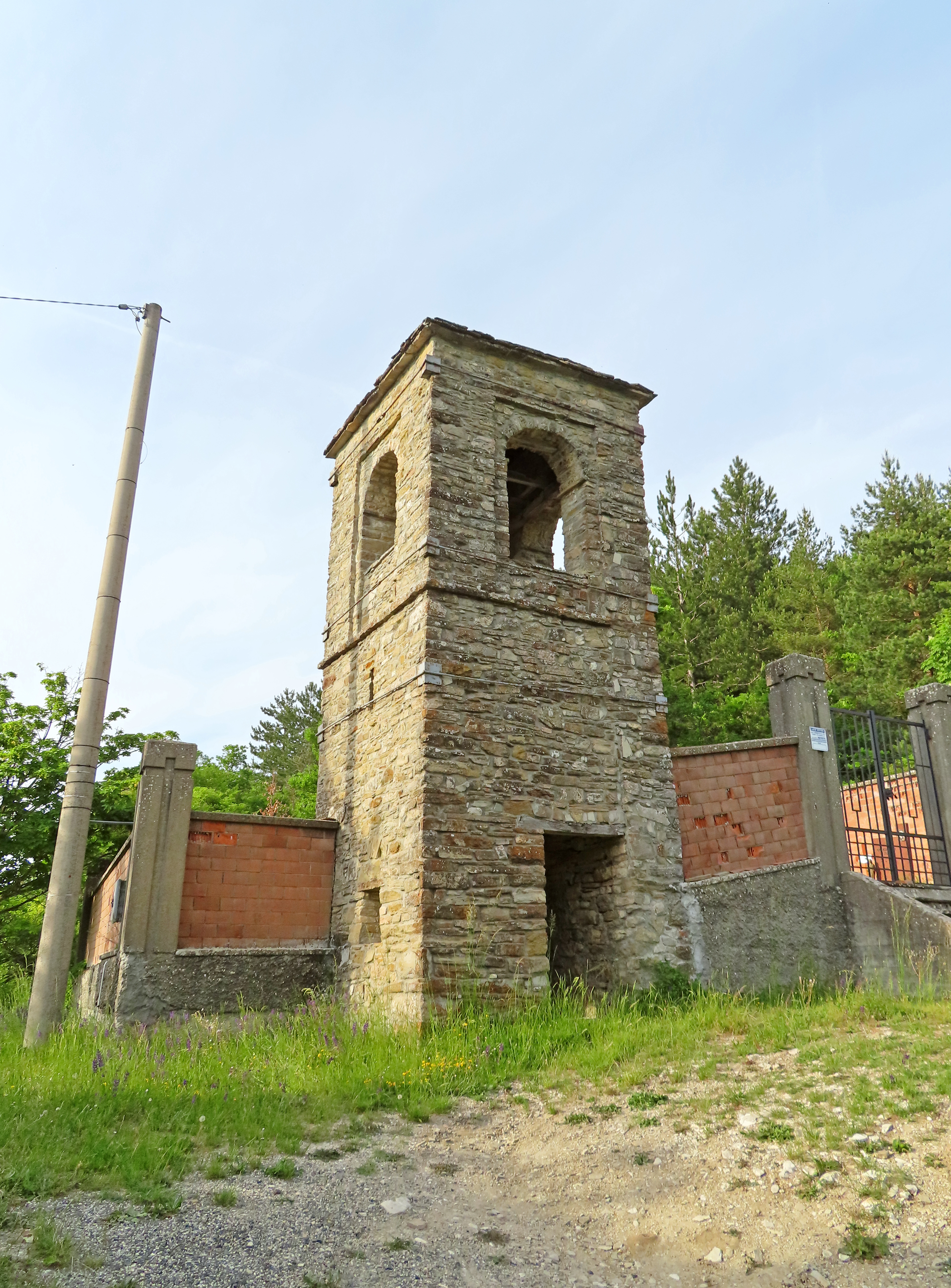
Antico campanile

Edificato nel XV secolo in prossimità della chiesa originaria, il campanile sopravvisse all'abbattimento ottocentesco del luogo di culto; la torre romanica in pietra si erge isolata in adiancenza al piccolo cimitero.

### Oratorio di Sant'Agata

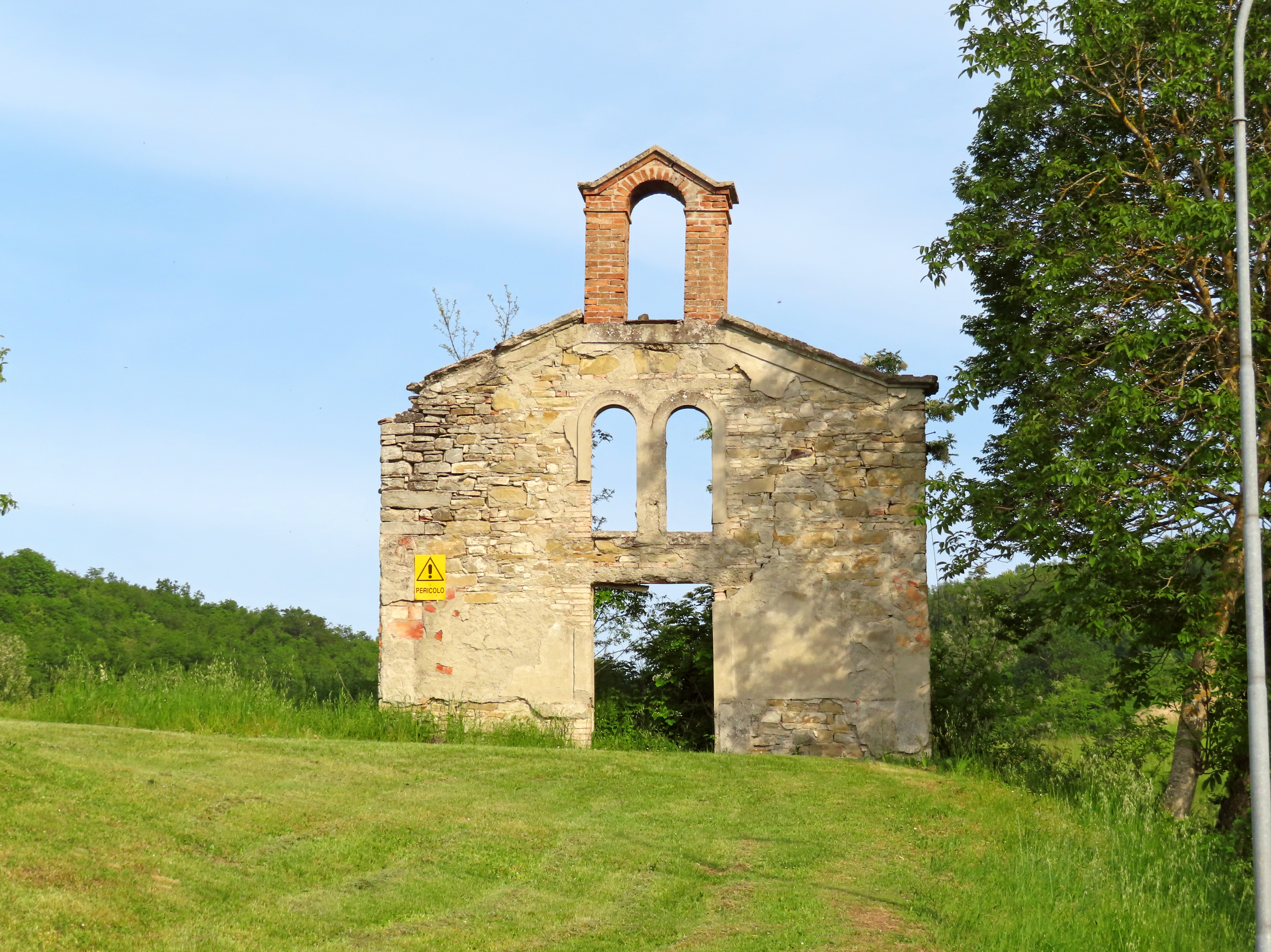
Oratorio di Sant'Agata

Menzionata per la prima volta nel 1230 tra le dipendenze della pieve di Castrignano, la cappella di Alpicella, abbandonata in epoca imprecisata, cadde in seguito in rovina; se ne conservano le strutture murarie in pietra, tra cui la simmetrica facciata a capanna caratterizzata dalla presenza del portale d'ingresso centrale, sormontato da una bifora ad arco a tutto sesto e da un piccolo campanile a vela in laterizio di coronamento.

### Castello di Alpicella
Menzionato per la prima volta nel 1247, il castello, appartenente a Giacomo Rossi di Berceto, fu occupato nel 1267 dai ghibellini e successivamente distrutto dalle forze guelfe del Comune di Parma; donato nel 1249 ai conti di Lavagna Fieschi, fu alienato nel 1650 al conte Camillo Tarasconi; abbandonato, scomparve in epoca imprecisata.